# Isola Nokuev
L'isola Nokuev (in russo остров Нокуев, ostrov Nokuev) è un'isola russa, bagnata dal mare di Barents.
Amministrativamente fa parte del Lovozerskij rajon, dell'oblast' di Murmansk, nel Circondario federale nordoccidentale.

## Geografia
L'isola è situata all'ingresso della baia dell'Ivanovka (губа Ивановка) e a nordovest della penisola Ivanovskij (полуостров Ивановский), nella parte centro-meridionale del mare di Barents. Dista dalla terraferma, nel punto più vicino, circa 100 m.
Nokuev è un'isola dalla forma ovale irregolare, orientata in direzione nord-sud. Si trova a nord delle foci della Drozdovka (река Дроздовка) e dell'İvanovka (река Ивановка) e a est della foce della Varzina (река Варзина).

Misura circa 5,1 km di lunghezza e 2,6 km di larghezza massima al centro. Lungo la costa nord-occidentale, raggiunge l'altezza massima di 144,9 m s.l.m.

La costa occidentale corrisponde al lato nordorientale della baia della Drozdovka (губа Дроздовка) e, più a nord, al lato orientale del golfo Zapadnyj Nokuevskij (залив Западный Нокуевский). La costa orientale corrisponde invece al lato occidentale del golfo Vostočnyj Nokuevskij (залив Восточный Нокуевский).

Le rive di Nokuev sono molto frastagliate, con diverse insenature e uno stretto promontorio nella parte centro-occidentale. Lungo esse ci sono alcuni isolotti e scogli senza nome (in particolare all'estremità settentrionale e all'ingresso di una baia a sudest). L'isola è punteggiata di piccoli laghi (il maggiore, lungo e stretto, si trova al centro) e sono presenti anche alcuni brevi corsi d'acqua.
 
A nord, su un'altura di 59,8 m s.l.m., si trova un faro. Sparsi sulle altre alture dell'isola si trovano anche sei punti di triangolazione geodetica.
Gli insediamenti più vicini sono i villaggi disabitati di Varzino e Drozdovka (quest'ultimo abolito per legge nel 2013 a causa di mancanza di popolazione).

## Isole adiacenti
Oltre alle piccole isole senza nome che la circondano, nelle vicinanze di Nokuev si trovano:
- Isola Ludka (Остров Лудка), 1,2 km a ovest dello stretto promontorio di Nokuev, come dice il nome, è una piccola luda (un'isoletta rocciosa priva di vegetazione) di circa 130 m di lunghezza. Si trova all'imboccatura della baia della Drozdovka e a est di quella della Varzina. (68°23′09.4″N 38°24′25.8″E)
- Isola Kitaj (Остров Китай), 4,9 km a nordovest di Nokuev, si trova all'estremità occidentale del golfo Zapadnyj Nokuevskij e all'ingresso della piccola baia Kruglaja (губа Круглая).[1] L'isola è lunga 720 m circa ed è larga 480 m nella parte sudoccidentale. L'altezza massima è di 41,5 m s.l.m. e vi si trova un punto di triangolazione geodetica.[1] (68°24′51″N 38°20′17″E)
- Un'isola senza nome si trova 4,5 km a est di Nokuev; di forma ovale con le coste molto frastagliate, misura circa 630 m di lunghezza e 560 m di larghezza. L'altezza massima è di 26,8 m s.l.m.[1] (68°22′16″N 38°37′18.5″E)